# Althawra Sports City Stadium
El Althawra Sports City Stadium (en árabe: مدينة الثورة الرياضية‎), también conocido como Ali Mohsen al-Muraisi Stadium (en árabe: ملعب علي محسن المريسي‎), es u n estadio multiusos ubicado en Saná, Yemen.

## Historia
El estadio fue construido en 1985 con el nombre Revolution 1962 Stadium, fue utilizado por Yemen del Norte en la clasificación de AFC para la Copa Mundial de Fútbol de 1986, y luego de la reunificación de Yemen cambío su nombre por el que tiene actualmente.
El estadio cuenta con capacidad para 30000 espectadores, es utilizado principalmente para partidos de fútbol y es la sede de la selección nacional de fútbol.
Durante la intervención saudí en la guerra civil de 2014 el estadio fue destruido por un bombardeo saudí en 2015, y al año siguiente sufrió otro bombardeo.

## Partidos de Yemen del Norte
| 29-3-1985 | Yemen del Norte | 0–1     | Siria      | Revolution 1962 Stadium, Sana'a        |                                        |
|           |                 | Reporte | Al-Sel 70' | Árbitro(s): Abuwahid Shambe Al-Baluchi | Árbitro(s): Abuwahid Shambe Al-Baluchi |

| 26-4-1985 | Yemen del Norte | 1–3     | Kuwait                              | Revolution 1962 Stadium, Sana'a,                                          |                                                                           |
|           | Abbas 88'       | Reporte | Al-Hasawi 13', 57' · Al-Dakheel 25' | Asistencia: 10 000 espectadores Árbitro(s): Mohamed Saleh Alawi Al-Farisi | Asistencia: 10 000 espectadores Árbitro(s): Mohamed Saleh Alawi Al-Farisi |